# Haparanda (đô thị)
Đô thị Haparanda (Haparanda kommun) là một đô thị ở hạt Norrbotten, phía bắc Thụy Điển. Thủ phủ là thị xã Haparanda (tiếng Phần Lan:Haaparanta)
Năm 1967, thành phố Haparanda đã được sáp nhập với các đô thị nông nghiệp Karl Gustav và Nedertorneå. Ở Thụy Điển, Haparanda giáp các đô thị Övertorneå về phía bắc và Kalix về phía tây.
Haparanda nằm ở phía tây nơi sông Torne đổ vào vịnh Bothnia. Bên kia sông là thị xã Tornio thuộc Phần Lan (Torneå trong tiếng Thụy Điển).

## Các đơn vị dân số
- Haparanda (thủ phủ)
- Karungi
- Sekarö